# بی‌سروصدا
بی‌سروصدا (هندی: चुप चुप के) یا یواش یواش بگو فیلمی هندی در سبک کمدی-درام است که در سال ۲۰۰۶ منتشر شد. از بازیگران آن می‌توان به شاهد کاپور، کارینا کاپور، سونیل شتی، راجپال یاداو، شاکتی کاپور، پارش راوال، انوپم کهیر، اوم پوری و آسرانی اشاره کرد. این فیلم در ایران از شبکه نمایش پخش شده.